# Добронравов, Николай Николаевич
Никола́й Никола́евич Добронра́вов (22 ноября 1928, Ленинград, РСФСР, СССР — 16 сентября 2023, Москва, Россия) — советский и российский поэт-песенник, киноактёр. Лауреат Государственной премии СССР (1982) и премии Ленинского комсомола (1978). Член Союза писателей СССР (1970—1991).
С 1956 года и до самой смерти — муж и соавтор композитора, пианистки, народной артистки СССР Александры Пахмутовой.

## Биография
Николай Добронравов родился 22 ноября 1928 года в Ленинграде. Позднее[когда?]

 в семье родился младший брат — Дмитрий. Отец — Николай Петрович Добронравов (1899—1941), имел профессию инженера и работал на заводе. По отцовской линии предки были священнослужителями и офицерами белогвардейской эскадрильи. Николай Петрович был арестован в 1937 году, и приговорён к десяти годам заключения, в 1941 году погиб на Колыме. 
Мать — Елена Дмитриевна Добронравова, в девичестве Дорошевская (1904—1964), уроженка города Арзамаса Нижегородской губернии, была учителем английского языка. После рождения Николая в 1928 году занималась ведением домашнего хозяйства и воспитанием сыновей. В 1937 году её тоже арестовали вслед за мужем и приговорили к пяти годам исправительно-трудовых лагерей как члена семьи изменника родины. С 13 ноября 1937 года по 5 октября 1939 года отбывала наказание в лагере в Томске, а с 5 октября была переведена в яйское отделение Сиблага. Освобождена из лагеря 29 сентября 1942 года. Судимость была снята 22 ноября 1947 года, а 26 сентября 1956 года Елена была реабилитирована. Работала учительницей. 
В 10 лет юный Коля настолько проникся любовью к литературе благодаря урокам чуткого школьного учителя, что выучил наизусть комедию А. С. Грибоедова «Горе от ума».
В начале войны попал в детский дом, который был эвакуирован сначала в столицу, а потом в Горький. С 1942 года жил в Малаховке (Люберецкий район Московской области). Там окончил среднюю школу с золотой медалью.
Имел два высших образования: в 1950 году окончил Школу-студию имени В. И. Немировича-Данченко при МХАТ имени М. Горького, в 1952 году — Московский городской педагогический институт имени В. П. Потёмкина.
Николай Николаевич в молодости попробовал себя в искусстве кино. В начале 1950-х годов он снялся в двух советских фильмах. Первый из них, «Спортивная честь», был посвящён спорту. В этом фильме Добронравову досталась эпизодическая роль посетителя ресторана, поэтому начинающий артист даже не был указан в титрах. Киноповесть «Возвращение Василия Бортникова» (1953) о жизни в колхозе, в которой Николай сыграл молодого комсомольца, собрала множество кинозвёзд того времени. В ленте главные роли играли Сергей Лукьянов, Всеволод Санаев, Анатолий Чемодуров, Инна Макарова.
В 1970 году принят в Союз писателей СССР.
В 1985 году Николай Добронравов был гостем программы «Споёмте, друзья».
В честь 90-летия популярного поэта в 2018 году Первый канал снял документальную ленту «Николай Добронравов. „Как молоды мы были…“», а в ноябре прошёл юбилейный вечер Николая Добронравова.
Накануне 2021 года поэта-песенника и его жену сразил коронавирус — они заразились в платном госпитале в Барвихе, где проходили профилактическое обследование. Новый год супруги встретили в больнице, но благополучно перенесли заболевание, после чего находились на самоизоляции.
Жил и работал в Москве. Был женат на композиторе, пианистке, народной артистке СССР Александре Пахмутовой, детей у пары не было.

### Болезнь и смерть
Скончался 16 сентября 2023 года в реанимации больницы в Москве, на 95-м году жизни, после продолжительной болезни. В последнее время не мог ходить. Супруги в последнее время большую часть времени проживали в санатории, в том числе и лето 2023 года. Николай Николаевич находился под постоянным контролем врачей. Они делали всё возможное, однако состояние поэта не улучшалось, а в конце лета 2023 года началось ухудшение.
Церемония прощания с Добронравовым состоялась 20 сентября 2023 года в Концертном зале имени Петра Ильича Чайковского, отпевание проходило в Сретенском монастыре. Похоронен на Новодевичьем кладбище (уч. 11, ряд 7, м. 7).

## Творчество
В 1960 году Николай Добронравов и Сергей Гребенников написали пьесу «Загорается маяк», премьера которой состоялась в Московском театре юного зрителя и в течение нескольких лет с успехом шла на сцене этого театра. (Эта пьеса издана в 1962 году в издательстве «Молодая гвардия»). Тогда же, в начале 1960-х годов, по либретто Н. Добронравова и С. Гребенникова в Куйбышевском театре оперы и балета была поставлена опера «Иван Шадрин» (музыка композитора Василия Дехтерева).
Песня «Главное, ребята, сердцем не стареть» была написана в 1962 году во время творческой поездки Александры Пахмутовой, Сергея Гребенникова и Николая Добронравова, названной ими самими «В Сибирь, за песнями». Поездка была организована ЦК ВЛКСМ, и в ней также принимали участие молодые певцы Иосиф Кобзон и Виктор Кохно. По результатам поездки Пахмутова, Гребенников и Добронравов написали песенный цикл «Таёжные звёзды» (1962—1963), что очень полюбили бойцы ССО, геологи и многие другие представители советской молодёжи.
В 1965 году, вдохновляясь дружбой с Юрием Гагариным, Добронравов и Пахмутова написали одну из самых своих известных песен — «Нежность». Первой её исполнительницей стала Майя Кристалинская. Гагарин любил петь «Нежность» с друзьями, старался не пропускать концертные исполнения и, вероятно, успел посмотреть фильм Татьяны Лиозновой «Три тополя на Плющихе», главную мелодраму советского кино с Татьяной Дорониной в центральной роли.
Песни Пахмутовой и Добронравова подвергались цензуре. В песне «Нежность» Добронравову рекомендовали заменить Экзюпери на фамилию советского летчика Бахчиванджи. Поэт свою версию отстоял. И песню не испортил, и тиражи книг французского писателя поднял.
Экзюпери вдохновил Добронравова на текст песни «Маленький принц», написанной вместе с Микаэлом Таривердиевым для фильма «Пассажир с „Экватора“».
Песни Добронравова стали широко популярны в СССР и за его пределами.
Во многом огромный успех Добронравова обусловлен тем, что самые известные песни написаны в соавторстве с композитором Александрой Пахмутовой — женой поэта. Также на протяжении десятилетий его постоянным соавтором являлся писатель и поэт-песенник Сергей Гребенников.
Музыку на стихи Николая Добронравова писали такие композиторы, как Микаэл Таривердиев, Арно Бабаджанян, Полад Бюльбюль оглы, Сигизмунд Кац, Евгений Мартынов, Аркадий Островский, Муслим Магомаев, Михаил Чуев.
Песни исполняли: Большой детский хор под управлением Виктора Попова, Сергей Лемешев, Георг Отс, Анна Герман, Бэла Руденко, Лев Барашков, Людмила Зыкина, Юрий Гуляев, Муслим Магомаев, Иосиф Кобзон, Майя Кристалинская, Лев Лещенко, София Ротару, Валерий Ободзинский, Николай Басков, Вадим Мулерман, Нонна Мордюкова, Эдита Пьеха, Тамара Гвердцители, Александр Градский, Сергей Пенкин, Эдуард Хиль, Валентина Толкунова, Михаил Чуев, ансамбли «Песняры», «Пламя», «Самоцветы», Ян Осин, «Надежда», «Верасы», «Добры молодцы», «Сябры», группа Стаса Намина, Юлиан, Гражданская Оборона и другие.
Выросший в детском доме во время войны, Добронравов донёс до читателя духовную атмосферу тяжёлых и голодных военных и ранних послевоенных лет. Оказавшись современником эпохальных событий — космической эры, Олимпиады-80, Добронравов воспел их. Романтизировал и героизировал профессии и трудовые достижения космонавтов, геологов, энергетиков, хоккеистов.
Николай Добронравов и Александра Пахмутова не только работали над песнями, они также являлись активными участниками гастролей Москонцерта. С программой, в которой Александра принимала участие, играя за роялем, а Николай выступал с собственными поэтическими сочинениями, они объездили всю страну. Каждый раз поклонники их встречали тепло и гостеприимно.
Песня «Ярославль мой, город-князь» авторства Пахмутовой и Добронравова стала гимном Ярославля, а песня «Моя Воркута» — гимном Воркуты.
31 мая 2011 года городское собрание депутатов Магнитогорска утвердило в качестве гимна города песню «Магнитка» Пахмутовой и Добронравова.
В 2014-м поэт принял участие в авторских чтениях портала «Земляки» и записал почти два десятка стихотворений, включая «Мы пришли попрощаться с тобою, Россия», «Военные осколочки» и др. Записи чтений появились на YouTube-канале проекта.
В начале 2018 года Пахмутова с супругом представили новую военную песню «Курская дуга», которую создали для телефильма «Крепкая броня», вышедшего на экраны в мае 2020 года.
Добронравов являлся частым гостем на телевидении. Николая Николаевича приглашали на концерты, передачи и ток-шоу. Он стал героем документальных фильмов, посвящённых его творчеству: «Николай Добронравов. „Нам не жить друг без друга…“», вышедшего на Первом канале, и «Пахмутова и Добронравов. „Мелодия и Орфей“», показанного на канале «ТВ Центр».
В 2020 году автор участвовал в передаче «Белая студия», которая выходит на канале «Культура». Вместе с супругой Николай Добронравов появлялся в выпуске ток-шоу «Сегодня вечером».

### Избранные песни на музыку Пахмутовой
- «Беловежская пуща», лауреат Песни-77
- «Белоруссия», лауреат Песни-76
- «В песнях останемся мы»
- «Всегда готовы»
- «Гайдар шагает впереди»
- «Геологи»
- «Герои спорта»
- «Главное, ребята, сердцем не стареть»
- «Да разве сердце позабудет»
- «Дикая собака Динго»
- «До свиданья, Москва» (прощальная песня Олимпиады-80), лауреат Песни-80
- «Добрая сказка»
- «Запевала звёздных дорог»
- «Звездопад»
- «Звезды Мехико»
- «Знаете, каким он парнем был», лауреат Песни-71
- «И вновь продолжается бой», лауреат Песни-75
- «Как молоды мы были», лауреат Песни-77
- «Киев — Красное Солнышко»
- «Команда молодости нашей»
- «Куба — любовь моя»
- «ЛЭП-500»
- «Любовь, Комсомол и Весна», лауреат Песни-78
- «Малая земля»
- «Машинист»
- «Мелодия»
- «Надежда», лауреат Песни-75
- «Нам не жить друг без друга»
- «Наша Судьба»
- «Не расстанусь с Комсомолом»
- «Нежность»
- «Новый день»
- «Обнимая небо»
- «Орлята учатся летать»
- «Песня о матери-планете»
- «Под знаменем Родины»
- «Пока не поздно»
- «Прекрасна, как молодость, страна»
- «Прощание с Братском»
- «Птица счастья»
- «Сигнальщики-горнисты»
- «Снегурочка»
- «Совесть мира»
- «Стадион моей мечты»
- «Старт дает Москва»
- «Темп»
- «Только так победим»
- «Трус не играет в хоккей», лауреат Песни-71
- «Ты моя надежда, ты моя отрада»
- «Усть-Илим»
- «Я не могу иначе»
- «Яростный стройотряд»

Песни на музыку Таривердиева
- «Маленький принц»
- «Предчувствие любви»
- «Твой голос»
- «Ты не печалься»

### Фильмография
- «О спорт, ты — мир!» (1981) — автор сценария (автор текста фильма и текста песен)

#### Актёр
- Спортивная честь (1951) — Платон Платонович (нет в титрах)
- Возвращение Василия Бортникова (1953) — Серёжа

## Дискография
- 2013 — «Николай Добронравов. Лучшее…» (CD, «Мелодия», MEL CD 60 02162)[12]

## Награды
Государственные награды:
- Премия Ленинского комсомола (1978) — за стихи к циклам комсомольских песен
- орден «Знак Почёта» (21 ноября 1978) — за заслуги в области советской литературы и в связи с пятидесятилетием со дня рождения[13]
- Государственная премия СССР (28.10.1982) — за участие в создании фильма «О спорт, ты — мир!» (1981)
- орден Трудового Красного Знамени (16 ноября 1984) — за заслуги в развитии советской литературы и в связи с 50-летием образования Союза писателей СССР[14]
- орден «За заслуги перед Отечеством» III степени (22 декабря 2003) — за большой вклад в развитие отечественной культуры[15]
- орден «За заслуги перед Отечеством» II степени (20 ноября 2008) — за выдающийся вклад в развитие отечественной литературы и многолетнюю творческую деятельность[16][17]

Другие награды, премии, поощрения и общественное признание:
- Почётный гражданин Братска (26 августа 1994)
- Почётный гражданин города Магнитогорска (1994)
- Специальная премия Попечительского совета Бунинской премии «За выдающийся вклад в поэзию и песенное творчество» (2008)[18]
- Национальная премия «Имперская культура» имени Эдуарда Володина (2013) — за книгу «Светит незнакомая звезда»[19]
- Почётный профессор МГУ (2015)
- Премия Министерства обороны Российской Федерации в области культуры и искусства (2016) — за вклад в развитие культуры[20]
- Межгосударственная премия СНГ «Звёзды Содружества» за 2009 год[21]
- Памятная Золотая Медаль Сергея Михалкова (2019)[22]

## Документальные фильмы и телепередачи
- «Николай Добронравов. „Нам не жить друг без друга…“» («Первый канал», 2008)[23]
- «Пахмутова и Добронравов. „Мелодия и Орфей“» («ТВ Центр», 2014)[24]
- «Николай Добронравов. „Как молоды мы были…“» («Первый канал», 2018)[25][26]